# Staufener Missbrauchsfall
Der Staufener Missbrauchsfall ist ein Fall sexuellen Missbrauchs eines Jungen und eines Mädchens durch die Mutter des Jungen, ihren Lebensgefährten und einen Pädophilenring, der sich in den Jahren 2015 bis 2017 in Staufen im Breisgau ereignet hat.
Aufgrund der Brutalität der Taten – das Landeskriminalamt Baden-Württemberg bezeichnete die Verbrechen als schwerwiegendsten Fall des sexuellen Kindesmissbrauchs, den die Polizei in Baden-Württemberg je bearbeitet hat – sowie der Beteiligung von überwiegend polizeibekannten Vorbestraften sowie der Mutter des Opfers erregte der Fall auch international große mediale Aufmerksamkeit.

## Taten
In dem Staufener Missbrauchsfall wurde ab Februar 2015 ein dreijähriges Mädchen, ab Frühsommer 2015 dann ein zu Beginn der Taten siebenjähriger Junge von seiner Mutter und ihrem Lebensgefährten sexuell missbraucht. Der Frau und ihrem Lebensgefährten wird vorgeworfen, sowohl einzeln als auch gemeinsam sexuelle Handlungen an den beiden Opfern vollzogen zu haben. Darüber hinaus haben die beiden den Jungen gezielt und gegen Geld an weitere Täter vermittelt, die das Kind missbrauchten, quälten, erniedrigten und dabei filmten. Der Lebensgefährte und die Mutter waren teilweise selbst an den Übergriffen durch Dritte beteiligt. Der Junge ist vor der Kamera mit roher Gewalt misshandelt und vergewaltigt worden, auch von seiner Mutter. Neben körperlicher Gewalt wurde er auch mit der Drohung unter Druck gesetzt, er müsse ins Erziehungsheim, wenn er nicht tue, was die Mutter und ihr Lebensgefährte verlangten.
Zu den Motiven des Täterpaares gehörten neben der Befriedigung von sexuellen und Machtbedürfnissen die hohen Geldbeträge, die sie mit dem Missbrauch des Jungen durch Dritte sowie durch Videos erzielen konnten. Dabei wurden auch Videos, in denen die Mutter den Jungen missbraucht, auf Bestellung angefertigt.
Nach Angaben des Partners der Mutter haben die beiden mit dem Geld, das die Freier für Vergewaltigungen zahlten, ihren „Lebensunterhalt bestritten“. Dies machten sie auch dem Jungen gegenüber deutlich, damit dieser sich nicht wehre oder weigere. Damit der Junge während der Taten weniger weinte, kündigten die Täter ihm vorab an, auf welche Weise er missbraucht werden würde.
Das zweite Opfer, die leicht behinderte dreijährige Tochter einer Freundin der Mutter, wurde in mindestens vier Fällen sexuell missbraucht, bei denen beide Beschuldigte beteiligt gewesen sein sollen.
Der Junge lebt mittlerweile in einer qualifizierten Kinder- und Jugendeinrichtung. Zu den Verbrechen und zu den Tätern äußert er sich nicht. Zu seiner Mutter hatte er nur anfänglich noch Kontakt. Das zuständige Jugendamt hat erklärt, alle therapeutischen und medizinischen Hilfen ausschöpfen zu wollen, um dem Jungen ein normales Leben zu ermöglichen.
Der Fall hatte insbesondere auch wegen der aktiven Beteiligung der Mutter ein großes Medienecho ausgelöst. Psychologen gehen heute davon aus, dass Mütter in familiären Missbrauchsfällen selten nur Opfer sind.

## Rolle der Behörden
In der Kritik standen auch die Behörden, die trotz einschlägiger Vorstrafen des Lebensgefährten die Taten nicht verhindert haben. Der Junge war bereits mehrfach in Obhut des Jugendamts gewesen, die Behörde hatte ihn schon von klein auf betreut. Dabei spielten zuletzt auch mögliche sexuelle Übergriffe eine Rolle. Laut Landratsamt Breisgau-Hochschwarzwald habe im März 2017 die Polizei auf eine mögliche Gefährdung des Kindes hingewiesen, daher habe man das Kind aus der Familie genommen. Das Familiengericht habe den Schüler allerdings nach knapp einem Monat wieder zu dem Täterpaar geschickt. Zwar untersagte das Gericht dem laut Gericht rückfallgefährdeten Mann, Kontakt zu dem Kind zu haben. Er und die Mutter hielten sich jedoch nicht an die Auflagen und setzten die damals noch unentdeckte Vergewaltigungsserie fort. L. zufolge kam es mehrmals wöchentlich zum Missbrauch. Die Einhaltung der Auflagen wurde weder vom Jugendamt noch von den zwei beteiligten Gerichten kontrolliert, wofür sich die Behörden im Nachgang gegenseitig verantwortlich machten. Die Behörden hielten eine Duldung oder gar eine Beteiligung der Mutter an möglichen Missbrauchstaten nicht für vorstellbar und vertrauten der Frau. Nach Informationen der Staatsanwaltschaft Freiburg wurden bis Mitte 2018 knapp 15 Strafanzeigen von Bürgern gegen Verantwortliche des Jugendamtes und Richter an den zwei beteiligten Gerichten gestellt.
Auch ein Anruf der Klassenlehrerin des Jungen beim Jugendamt führte nicht zu Konsequenzen. Die Lehrerin hatte von der Mutter eines Mitschülers erfahren, dass der Junge sich vom Freund seiner Mutter „ausziehen und anschauen lassen“ müsse. Ob er weitere Details geschildert hatte, ist unklar. Zum Zeitpunkt des Anrufs wusste das Amt bereits von der Beziehung der Mutter mit dem einschlägig vorbestraften Partner und dass dieser als Freund der Mutter Zugang zu dem Jungen in deren Wohnung in Staufen hatte, dass er entgegen der Auflagen zumindest zeitweise sogar dort lebte. Auch der Rektor der Schule hatte sich später erfolglos beim Jugendamt erkundigt, ob sich etwas in der Sache getan habe. Der zuständige Sachbearbeiter gab später vor Gericht an, die Schilderung sei ihm zu vage gewesen. Er habe sich die ihm genannte Telefonnummer der Familie des Mitschülers aufgeschrieben, dort aber dann nicht angerufen. Er gab die Information auch nicht an die Polizei oder die Gerichte weiter, die sich damals schon mit dem Jungen befassten.
Das Regierungspräsidium Freiburg fertigte als Rechtsaufsicht einen Prüfbericht über das Vorgehen des Jugendamtes an.
Auch der Psychologe, bei dem L. auf Anweisung des Gerichts Therapiestunden nehmen musste, wurde kritisiert. Der Psychologe hatte dem Probanden auf dessen eigenen Wunsch eine Bescheinigung ausgestellt, dass von ihm „keine Gefahr für Jungen“ ausgehe. Nach Angaben der Forensischen Ambulanz Baden (FAB) hätte der Psychologe ihm dies gar nicht bescheinigen dürfen. Vorschrift sei, sie zuerst von der Leitung der FAB prüfen zu lassen, um Gefälligkeitsgutachten auszuschließen.
Nach der Festnahme der Mutter kam der Junge wieder in die Obhut des Jugendamts.
Nach Aufdeckung der Taten wurde eine Arbeitsgruppe unter Beteiligung des Jugendamts, des Oberlandesgerichtes (OLG) Karlsruhe sowie des Amtsgerichts Freiburg gegründet. Diese sollte Lehren aus dem Fall ziehen und künftig Abläufe und die Kommunikation zwischen Polizei, Justiz und Jugendämtern verbessern sowie über Kontrollen diskutieren. Auf Ebene des Landes Baden-Württemberg wurde der Missbrauchsfall auch von einer Arbeitsgruppe des Innen-, Justiz- und Sozialministeriums aufgearbeitet. Über ein Kinderschutzkonzept wurden Fortbildungen für Mitarbeiter von Jugendämtern vorgeschrieben.
Experten wie der Psychiater und Gutachter Jörg Fegert und der Bundesmissbrauchsbeauftragte Johannes Rörig verlangten eine Aufarbeitung der Rolle der Gerichte und Behörden durch das Land. Rörig erklärte: „Es ist wirklich ein Fall von bundesweiter Bedeutung – und dieser Fall muss umfassend aufgeklärt werden.“
Im Abschlussbericht einer Arbeitsgruppe des Oberlandesgerichts Karlsruhe (OLG) sowie des Amtsgerichts Freiburg und des Landratsamtes Breisgau-Hochschwarzwald räumten diese Versäumnisse ein. So seien nicht alle Recherche-Möglichkeiten ausgeschöpft und vorhandene Informationen „nicht frühestmöglich“ weitergegeben worden.

## Aufdeckung
Im Februar 2015 nahm das US-amerikanische FBI den Administrator einer Pädophilen-Plattform fest. Anschließend wurden weltweit mehr als 800 Nutzer festgenommen. Einer der aktiven Teilnehmer konnte auf den Raum Breisgau eingegrenzt werden.
Anfang 2016 informierte das FBI die Staatsanwaltschaft über den Nutzer aus dem Breisgau. Die Ermittler identifizierten ihn als den bereits vorbestraften Christian L. Ob die Information weitergegeben wurde, ist unklar, jedoch hatte der Vorgang für Christian L. keine Konsequenzen.
Zwischenzeitlich zog L. mit der Mutter und dem Jungen zusammen. In dieser Zeit wurde der Junge durch die beiden weiter missbraucht. Vorübergehend wurde der Junge im März 2017 der Mutter weggenommen, als bekannt wurde, dass diese eine Beziehung mit einem einschlägig vorbestraften Sexualstraftäter führte. Das Amtsgericht verurteilte L. zudem zu vier Monaten Haft. Dieses Urteil wurde jedoch nicht rechtskräftig, weil der Mann laut Staatsanwaltschaft dagegen Berufung eingelegt hatte. Zudem sahen die Behörden keine Hinweise auf einen konkreten Missbrauch des Neunjährigen. Da das Familiengericht und das Oberlandesgericht nicht davon ausgingen, dass dem Jungen auch von der Mutter Gefahr drohte, wurde er zurück zu ihr geschickt.
Erst im September 2017 ging schließlich, unabhängig von den folgenlosen früheren Hinweisen, beim BKA ein Hinweis auf im Netz kursierende Filme und Bilder ein, auf denen der Missbrauch des Jungen zu sehen war. Innerhalb von wenigen Tagen konnten die Spuren auf Christian L. und Berrin T. zurückverfolgt werden. Nach der Festnahme der beiden wurden, insbesondere durch Mithilfe von L., nach und nach weitere Vergewaltiger des Jungen aufgespürt und festgenommen.

## Haupttäter
Michaela Berrin T., die arbeitslose Mutter des Jungen, war dem Jugendamt seit Jahren als labil bekannt. Es gab Klagen über eine Verwahrlosung der Wohnung und mangelnde Fürsorge für das Kind. Die Mutter bewohnte mit ihrem Sohn und später auch mit Christian L. eine kleine Wohnung. Unter anderem dort kam es zum Missbrauch des Sohnes, bei dem auch die Mutter beteiligt war. Neben dem Jugendamt wussten auch ein Amtsgericht und ein Oberlandesgericht von der Beziehung der Mutter mit dem als rückfallgefährdet eingestuften Kindesmissbraucher Christian L. Die Mutter hat den Jungen für die Vergewaltigungen vorbereitet, sich an ihm vergangen, gefilmt und war bei den meisten Taten der Männer anwesend. Auf von den Tätern aufgenommenen Videos ist unter anderem zu sehen, dass T. mit ihrem Sohn in einen Park geht, L. ihn dort missbraucht und T. ihren eigenen Sohn festhält, während dieser immer wieder versucht, sich loszureißen.
Darüber hinaus drehte die Mutter auch aus eigenem Antrieb Videos mit ihrem Sohn.
In von der Polizei ausgewerteten Chatprotokollen der Mutter und ihres Partners fanden sich Unterhaltungen, in denen die beiden die nächsten Vergewaltigungen des Jungen planten. Unter anderem fiel dabei der Satz „Sag ihm, dass er gleich Geld verdienen muss“.
Laut Aussagen von Polizeibeamten zeigte die Mutter auch später keine echte Reue und äußerte sich nur widerwillig. Nach ihrem Sohn habe sie sich nach ihrer Festnahme nicht mehr erkundigt. Dies habe ihren Sohn belastet. Stattdessen habe die Mutter sich selbst bemitleidet und war vor allem besorgt, an Tabak zu kommen.
Christian L., der arbeitslose Lebensgefährte der Mutter, war einschlägig vorbestraft. Bereits 2005 war er wegen des Besitzes von Kinderpornografie zu einer einjährigen Haftstrafe auf Bewährung verurteilt worden und ihm wurde auferlegt, eine Therapie gegen seine sexuellen Neigungen zu machen. 2010 wurde er wegen sexuellen Missbrauchs einer 13-Jährigen verurteilt und saß vier Jahre im Gefängnis. Die Richterin lehnte eine Sicherungsverwahrung ab, da er „eine Chance verdient“ habe, geständig und auch zu einer Therapie bereit war. Auf richterliche Anordnung sollte er engmaschig überwacht werden, da er als rückfallgefährdet galt. Der Kontakt zu Kindern und Jugendlichen war ihm gerichtlich verboten. L. stammt aus dem benachbarten Münstertal und war in vielen Vereinen aktiv. Seine früheren Verurteilungen waren in seinem Umfeld bekannt. L. war Teilnehmer eines speziellen Präventionsprogramms von Polizei und Justiz für Sexualstraftäter: Nach seiner Haftentlassung im Februar 2014 wurde er ins Programm KURS („Konzeption zum Umgang mit besonders rückfallgefährdeten Sexualstraftätern“) aufgenommen.
Das Paar hatte sich bei der Tafel kennengelernt. Beide wurden vom Jobcenter als Arbeitsmaßnahme dorthin geschickt. Obwohl beide Haupttäter arbeitslos waren, kauften sie wiederholt teure Luxusgüter wie große Flachbildschirme, HiFi-Anlagen oder Spielecomputer. Ein Flachbildschirm soll ein Geschenk eines der Kunden gewesen sein.
Festgenommen wurde das Paar am 16. September 2017, als es einen neuen Freier vom Bahnhof abholen wollte.
Im Gegensatz zur Mutter kooperierte L. nach seiner Festnahme mit der Polizei und gab wertvolle Hinweise, ohne welche die Polizei einige der weiteren Tatverdächtigen nicht hätte ermitteln können. Sein Angebot, dem Jungen eine Videobotschaft zu schicken, lehnte der Junge ab, da er von den Tätern „nichts mehr sehen und hören“ wollte.
Am Ende seines Strafprozesses plädierte die Anwältin von L. auf dessen ausdrücklichen Wunsch auf eine Sicherungsverwahrung nach Verbüßung der Haftstrafe. Sein Wunsch sei es, therapiert zu werden.

## Juristische Aufarbeitung
Die Staatsanwaltschaft Freiburg erhob im März 2018 Anklage gegen die Mutter und ihren Lebensgefährten. Der Mutter werden insgesamt 50 Taten vorgeworfen, ihrem Lebensgefährten 46 Taten. Ihnen wurden unter anderem schwerer sexueller Missbrauch von Kindern, schwere Vergewaltigung, schwere Zwangsprostitution sowie Verbreitung, Besitz und Erwerb kinderpornografischer Schriften zur Last gelegt.
Im August 2018 wurde Michaela Berrin T. zu zwölfeinhalb Jahren Haft verurteilt, Christian L. zu zwölf Jahren. Da er bereits einschlägig vorbestraft war, wurde für Christian L. die Sicherungsverwahrung angeordnet. Die Verteidigerin von Christian L. will aus Fristgründen Rechtsmittel einlegen. Die Mutter des Jungen hat das Urteil akzeptiert, so dass es rechtskräftig ist.
Neben der Mutter und ihrem Lebensgefährten befanden sich im Januar 2018 sechs weitere Personen in Untersuchungshaft bzw. wurden zu mehrjährigen Haftstrafen verurteilt. Bei den weiteren Tätern handelt es sich, wie bei Christian L., fast ausschließlich um polizeibekannte Wiederholungstäter mit einschlägigen Vorstrafen.
Einer der weiteren Täter, der wegen schweren Kindesmissbrauchs vorbestrafte 41-jährige Hilfsarbeiter Markus K. aus dem Großraum Freiburg, ist ein Bekannter von Christian L. aus deren gemeinsamer Haftzeit in der JVA Freiburg. Er war nach der Entlassung aus seiner ersten Haftstrafe unter Führungsaufsicht gestellt, aber nur nach der mildesten Kategorie überwacht worden. Wegen der erneuten Missbrauchsfälle wurde er im April 2018 wegen Vergewaltigung, schweren sexuellen Missbrauchs von Kindern, gefährlicher Körperverletzung, Verstoßes gegen Weisungsaufsicht und wegen des Erwerbs und Besitzes kinderpornographischer Schriften zu einer Gesamtfreiheitsstrafe von zehn Jahren verurteilt. Zudem wurde die anschließende Sicherungsverwahrung angeordnet. Markus K. muss außerdem Schadensersatz in Höhe von 12.500 Euro an das Opfer zahlen. Das Urteil ist mittlerweile rechtskräftig, weil die Verteidigung die eingelegte Revision wieder zurückzog.
Knut S., ein 50-jähriger Bundeswehrangehöriger, Stabsfeldwebel eines deutsch-französischen Bataillons, hat ein Geständnis abgelegt und wurde zu acht Jahren Gefängnis verurteilt. Da es sich um seine erste einschlägige Verurteilung handelt, wurde keine Sicherungsverwahrung angeordnet. Ihm wurde besonders schwere Vergewaltigung in zwei Fällen, schwerer sexueller Missbrauch von Kindern, besonders schwere Zwangsprostitution, die Verbreitung und der Erwerb kinderpornografischer Schriften, gefährliche Körperverletzung, Beihilfe zur schweren Misshandlung von Schutzbefohlenen, Beleidigung und Verletzung des höchstpersönlichen Lebensbereichs durch Bildaufnahmen vorgeworfen.  S. beantragte Revision.
Der einschlägig vorbestrafte 43-jährige Schleswig-Holsteiner Daniel V. wurde angeklagt, Christian L. mit dem Ziel kontaktiert zu haben, den Jungen sexuell zu missbrauchen und weitere schwerste Straftaten zu begehen. Unter anderem hatte er sich mit L. darüber unterhalten, den Jungen nach dem Missbrauch zu ermorden. Er wurde auf dem Weg zur Vergewaltigung des Jungen in Karlsruhe festgenommen. Er besaß große Mengen besonders grausamen kinderpornografischen Materials und hatte auch seinen eigenen dreijährigen Sohn zum Missbrauch angeboten. Zur Vorbereitung hatte V. bereits eine Ferienwohnung im Harz gemietet und seinem Sohn testweise Schlafmittel und Salben verabreicht. Mit einem anderen Kriminellen hatte er auch stundenlang einen grausamen Sexualmord an einem Kind durchgespielt. V. stand seit seiner Haftentlassung unter Führungsaufsicht und kam ins „Kieler Sicherheitskonzept Sexualstraftäter“ (KSKS). Daniel V. wurde zu acht Jahren Haft mit anschließender Sicherungsverwahrung verurteilt und ging in Revision.
Klage wurde zudem gegen einen 37-jährigen Schweizer erhoben. Ihm wurde schwere Vergewaltigung, schwerer sexueller Missbrauch von Kindern, Verbreitung, Besitz und Erwerb kinderpornographischer Schriften, besonders schwere Zwangsprostitution und gefährliche Körperverletzung zur Last gelegt. Für diese Verbrechen wurde er zu neun Jahren Haft mit anschließender Sicherungsverwahrung verurteilt. Zudem muss er 14.000 Euro Schmerzensgeld an den Jungen zahlen.
Ein 32-jähriger Spanier wurde in Zusammenhang mit dem Missbrauchsfall in seinem Heimatland verhaftet. Ihm wird sexueller Missbrauch von Kindern, schwere Vergewaltigung, schwere Zwangsprostitution und Verbreitung sowie Besitz und Erwerb von Kinderpornografie vorgeworfen. Nach Schilderung von L. habe der Spanier der Mutter des Opfers und ihm angeboten, ein Haus für eine Art Wohngemeinschaft zu kaufen und der Mutter und ihrem Partner monatlich 2000 Euro zu zahlen, wenn er im Gegenzug den Jungen jederzeit missbrauchen könne. Für diesen Zweck hatte er auch bereits Häuser und Wohnungen besichtigt. Für die tatsächlich verübten Verbrechen hatte er der Mutter und ihrem Partner laut Anklage bereits 10.000 Euro bezahlt.
Für die Taten mietete er laut Anklage jeweils für Wochenenden Ferienwohnungen. In diese zog er für mehrere Tage gemeinsam mit dem Kind, dessen Mutter und deren Lebensgefährten ein. Dabei kam es mehrfach zu Übergriffen, alle drei Erwachsenen beteiligten sich. Darüber hinaus kam es zu Gewaltexzessen. Der Spanier filmte die Taten und verkaufte die Filme später auch. Auf seine Spur kam die Polizei über die Vermieterin einer Ferienwohnung. Nachdem diese misstrauisch geworden war, fotografierte sie das Kennzeichen des Mietwagens des Spaniers, während sich dieser mit dem Jungen in der Ferienwohnung aufhielt. Der Spanier wurde im August 2018 zu zehn Jahren Haft und der Zahlung von 18.000 Euro Schmerzensgeld verurteilt.
In seiner Heimat war er bereits wegen Besitzes von Kinderpornografie vorbestraft. Bei der Durchsicht von Videos, die bei dem Spanier gefunden wurden, ergaben sich Hinweise auf die Ermordung eines Mädchens durch den Spanier, zusammen mit einem bislang unbekannten Mittäter, vermutlich in Belarus. Deswegen wird noch gegen ihn ermittelt.
Ermittelt wurde im Zuge der Aufarbeitung des Staufener Missbrauchsfalls außerdem gegen einen 32-Jährigen aus Neumünster (Schleswig-Holstein), der seine eigene achtjährige Tochter mehrfach vergewaltigt und dabei auch gefilmt hatte. Er wurde vom Landgericht Kiel zu einer Haftstrafe von sieben Jahren und drei Monaten verurteilt. Am Missbrauch des Jungen war er nicht beteiligt.